# Liste von Monitoren der United States Navy
Die Liste von Monitoren der United States Navy enthält die als Monitore bezeichneten Schiffe der United States Navy.

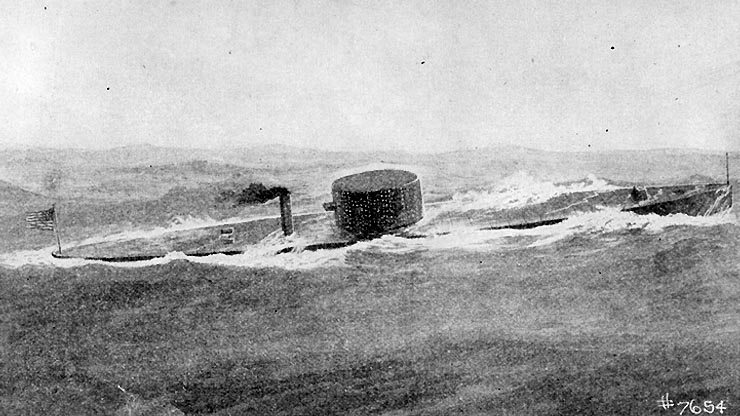
Die Monitor auf See

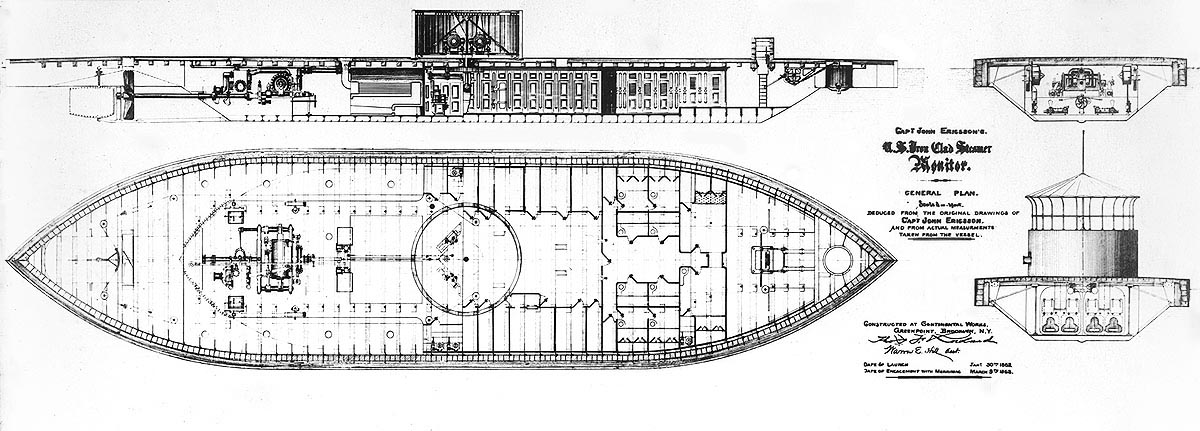
Konstruktionszeichnung der Monitor

Monitore waren benannt nach dem Panzerschiff Monitor, dem ersten Schiff dieser Art, das von den Nordstaaten während des Amerikanischen Bürgerkriegs gebaut und eingesetzt wurde. Sie waren relativ klein und langsam, aber mit sehr schweren Geschützen in einem oder auch zwei Türmen bewaffnet. Als nur bedingt seegängige Plattformen für wenige großkalibrige Geschütze waren sie für den Einsatz in Küstengewässern und auf Flüssen konzipiert, d. h. zur Küstenverteidigung bzw. zum Angriff auf Landziele.
Am Ende des Bürgerkriegs waren bei der Flotte der Nordstaaten 50 Monitore im Dienst oder im Bau.
Während des Spanisch-Amerikanischen Kriegs 1898 setzten die USA noch einmal Monitore ein, die allerdings bereits eher den Küstenpanzerschiffen europäischer Marinen entsprachen.
Ein drittes Mal setzte die US Navy auf Monitore, als sie im Vietnamkrieg 24 Landungsboote des Typs LCM (6) aus dem Zweiten Weltkrieg zu Flussmonitoren der Brown Water Navy umfunktionierte. Acht von ihnen waren mit jeweils einer 105-mm-Haubitze M49 bewaffnet, sechs mit Flammenwerfern des Typs M10-8 und zehn mit 40-mm-Granatwerfern.

## Flussmonitore

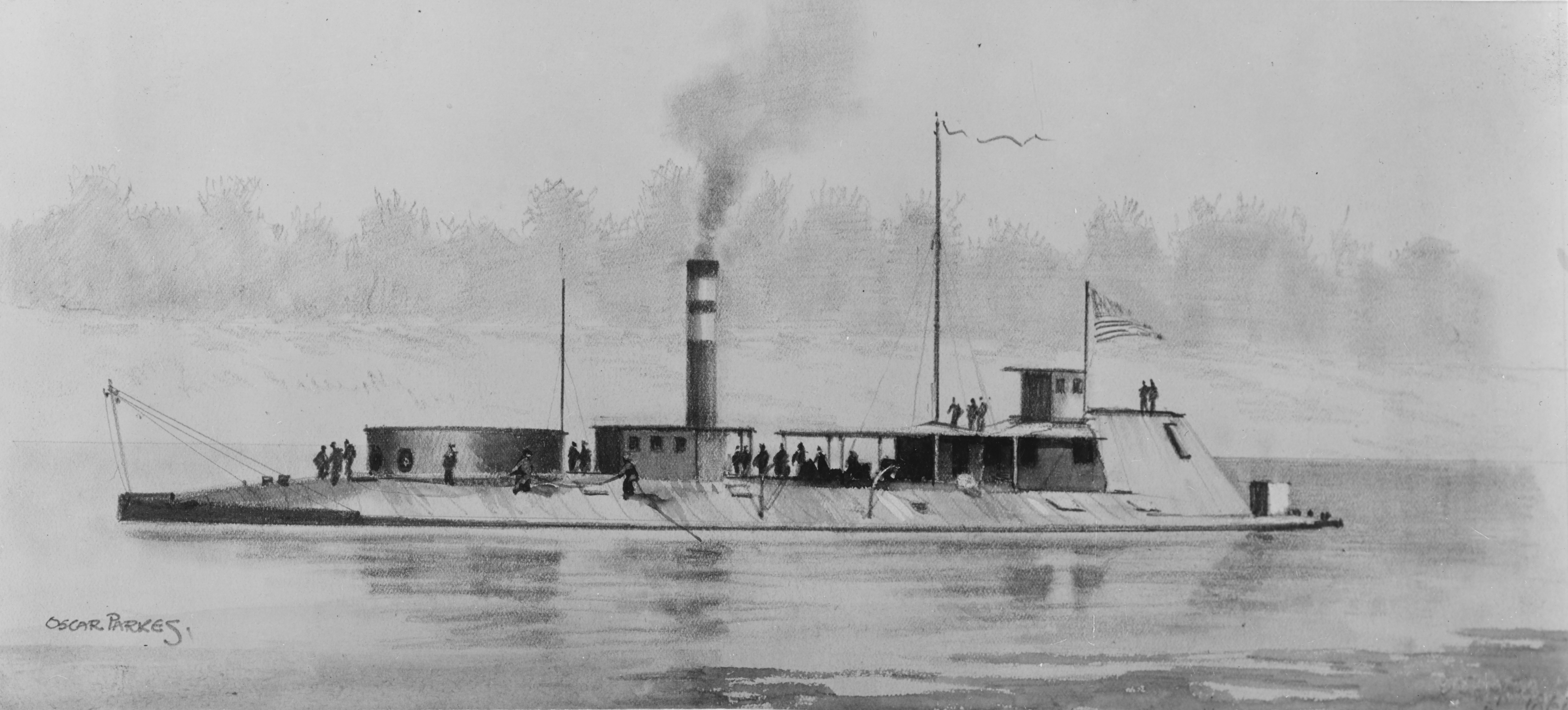
Der Flussmonitor Neosho

- USS Ozark (1863)
- Neosho-Klasse
  - USS Neosho (1863)
  - USS Osage (1863)
- Marietta-Klasse
  - USS Marietta (1864)
  - USS Sandusky (1865)

## Hafenmonitore

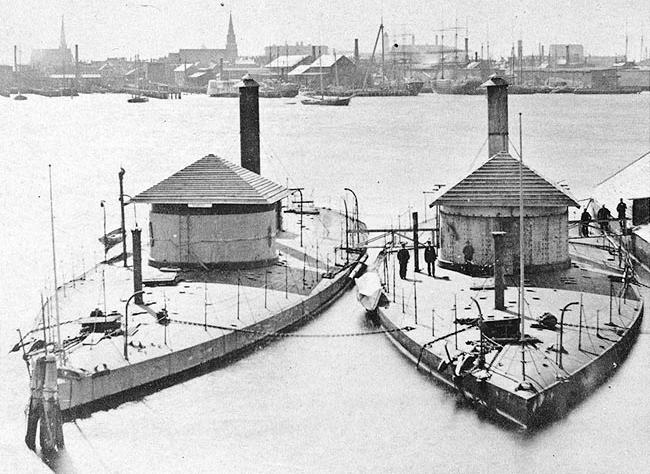
Die Hafenmonitore Shawnee und Wassuc (aufgelegt in Boston, 1871/72)

- USS Roanoke (1855)
- Casco-Klasse
  - USS Casco (1864)
  - USS Chimo (1864)
  - USS Cohoes (1867)
  - USS Etlah (1864)
  - USS Klamath (1865)
  - USS Koka (1865)
  - USS Modoc (1865)
  - USS Napa (1862)
  - USS Naubuc (1864)
  - USS Nausett (1865)
  - USS Shawnee (1865)
  - USS Shiloh (1863)
  - USS Squando (1865)
  - USS Suncook (1865)
  - USS Tunxis (1864)
  - USS Umpqua (1865)
  - USS Wassuc (1865)
  - USS Waxsaw (1865)
  - USS Yazoo (1865)
  - USS Yuma (1865)

## Küstenmonitore

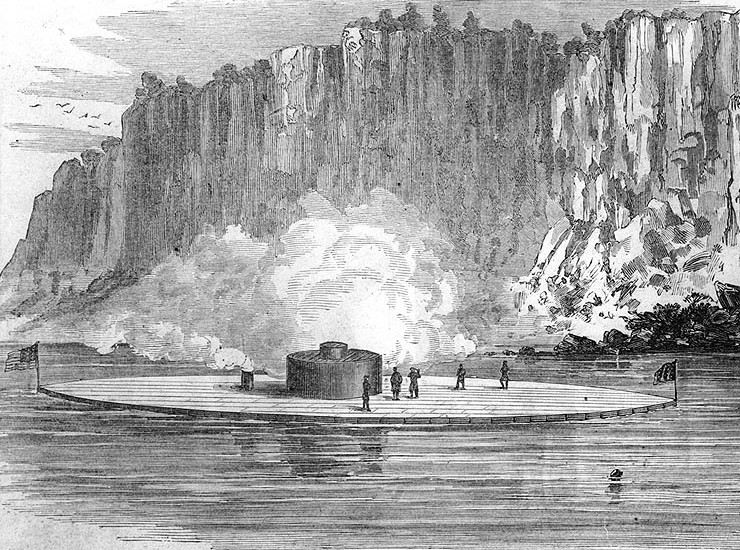
Die Passaic bei Schießübung 1862 auf dem Hudson River

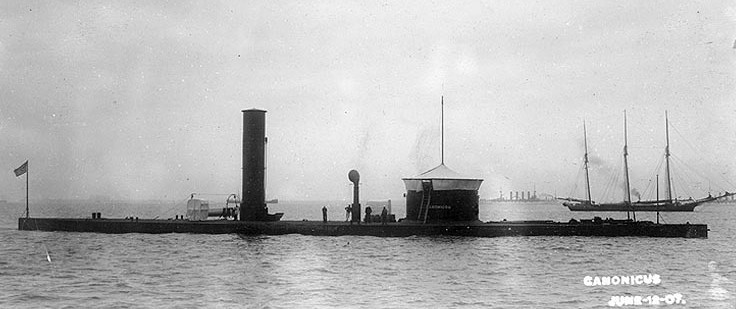
Die Canonicus (Juni 1907, in Hampton Roads)

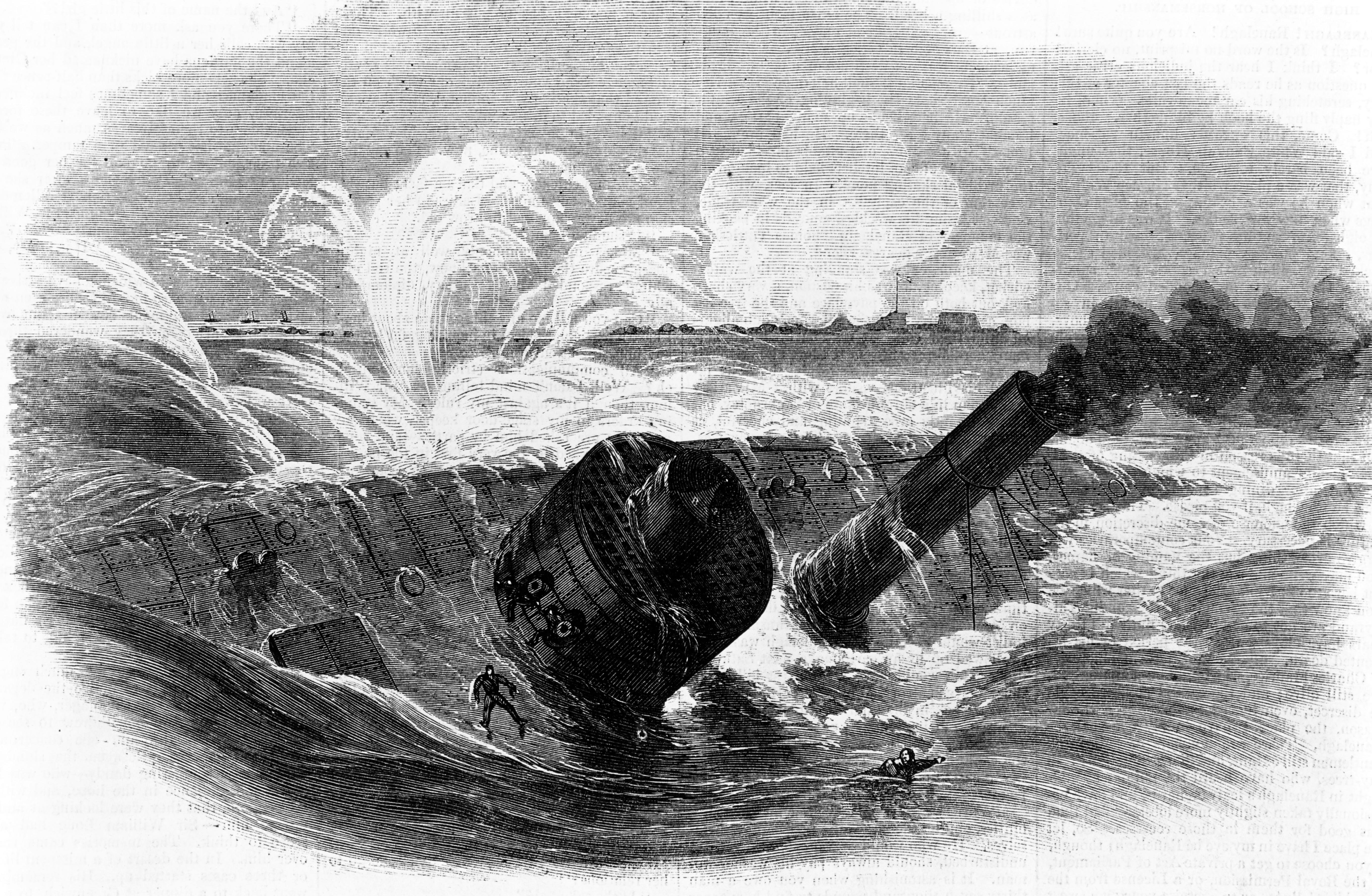
Untergang der Tecumseh, 5. August 1864

- Monitor
- Passaic-Klasse
  - USS Passaic (1862)
  - USS Montauk (1862)
  - USS Nahant (1862)
  - USS Patapsco (1862)
  - USS Weehawken (1862)
  - USS Sangamon (1862)
  - USS Catskill (1862)
  - USS Nantucket (1862)
  - USS Lehigh (1863)
  - USS Camanche (1864)

- Canonicus-Klasse
  - USS Canonicus (1863)
  - USS Saugus (1863)
  - USS Tecumseh (1863)
  - USS Manhattan (1863)
  - USS Mahopac (1863)
  - USS Wyandotte (1864)
  - USS Ajax (1864)
  - USS Catawba (1864)
  - USS Oneota (1864)
- Milwaukee-Klasse
  - USS Milwaukee (1864)
  - USS Winnebago (1863)
  - USS Chickasaw (1864)
  - USS Kickapoo (1864)

## Hochseemonitore
- USS Dictator (1863)
- USS Onondaga (1864)
- USS Puritan (1864)
- Miantonomoh-Klasse
  - USS Miantonomoh (1863)
  - USS Monadnock (1864)
  - USS Agamenticus (1863)
  - USS Tonawanda (1864)

## „New Navy“-Monitore (Küstenpanzerschiffe)

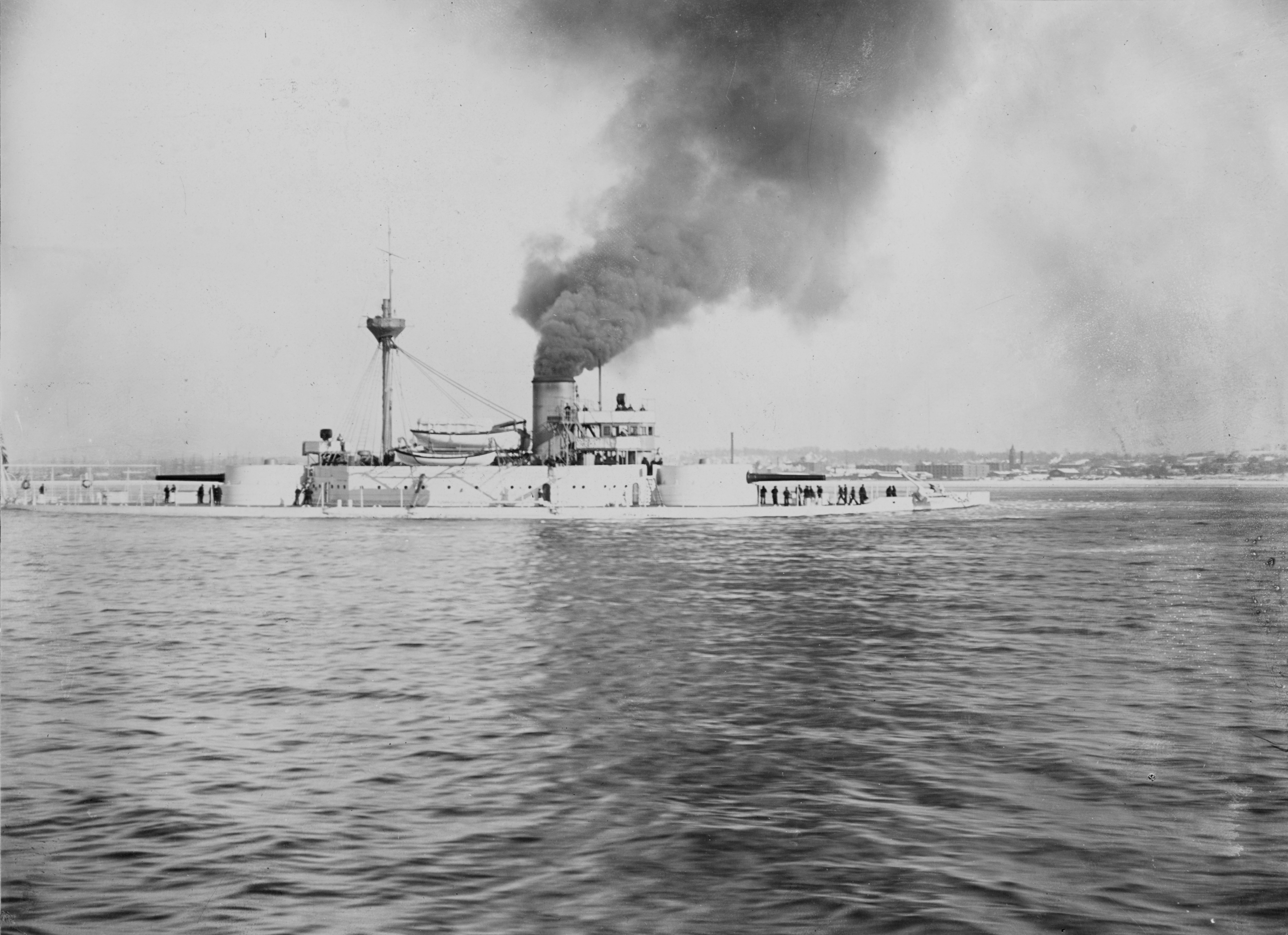
Die Puritan, 1907

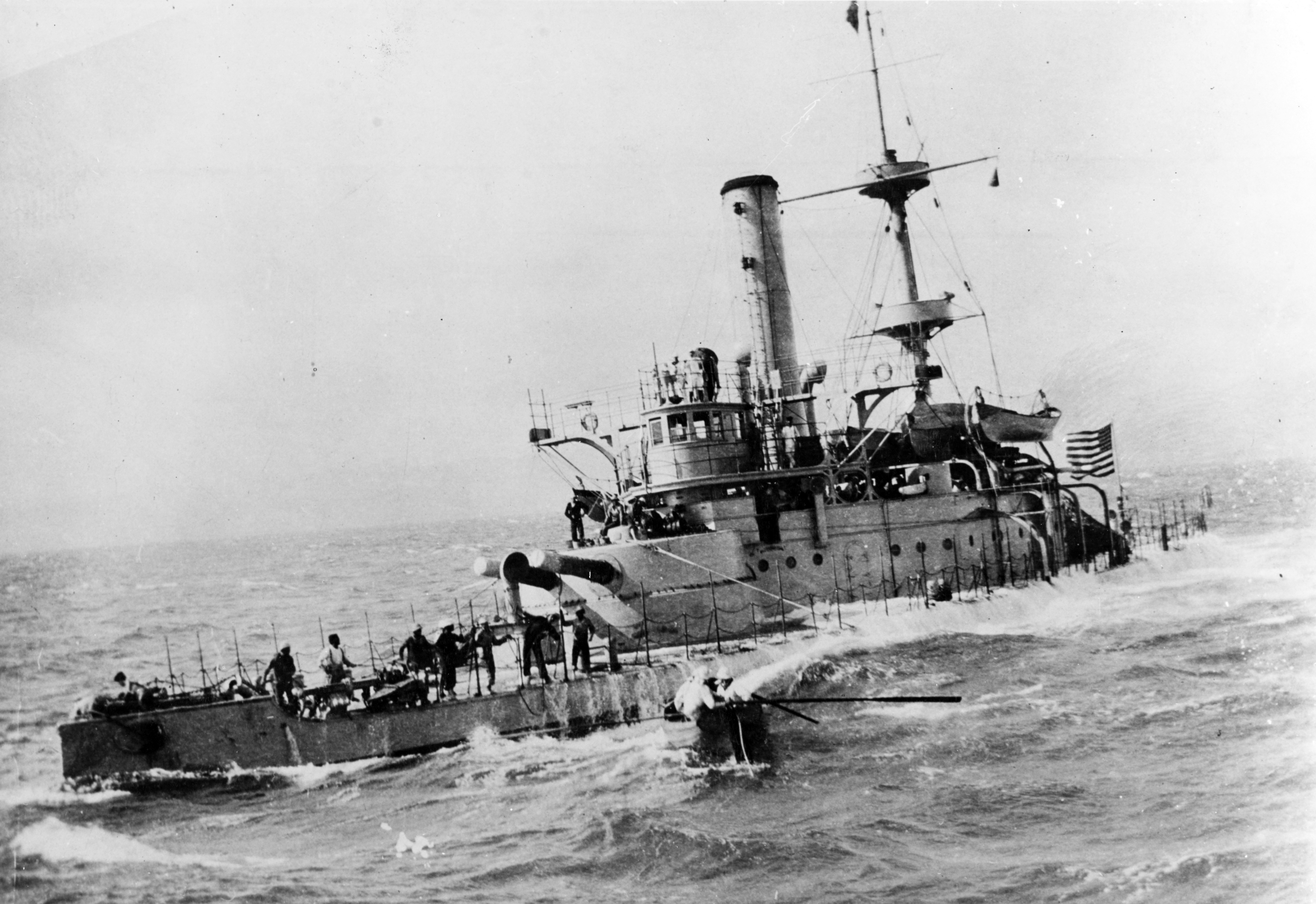
Die Monadnock, 1898

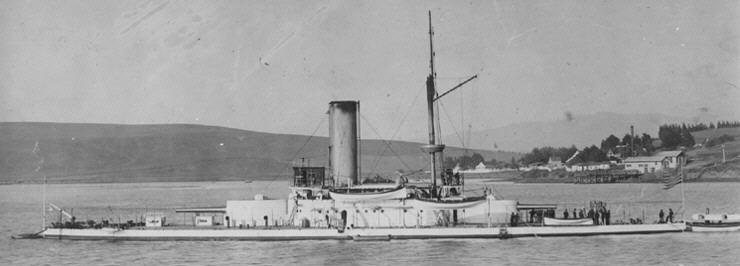
USS Monterey

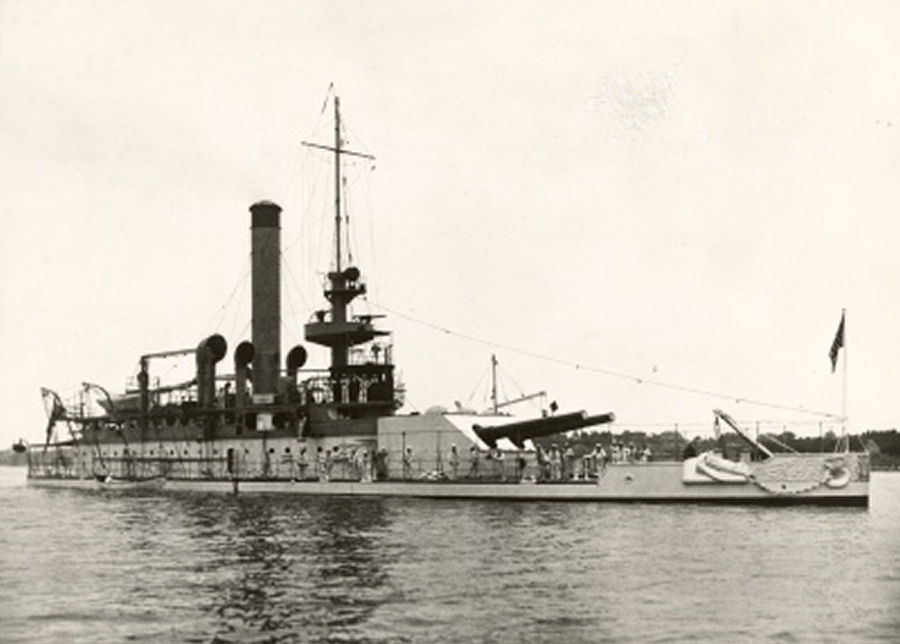
Die Tonopah, ex-Nevada, 1909

- USS Puritan (BM-1)
- Amphitrite-Klasse
  - USS Amphitrite (BM-2)
  - USS Monadnock (BM-3)
  - USS Terror (BM-4)
  - USS Miantonomoh (BM-5)
- USS Monterey (BM-6)
- Arkansas-Klasse
  - USS Arkansas (BM-7)
  - USS Nevada (BM-8)
  - USS Florida (BM-9)
  - USS Wyoming (BM-10)

## „Brown Water Navy“-Monitore
- River Assault Flotilla One, Program 4 (40-mm-Granatwerfer)
  - River Assault Division (RAD) 91
    - M-91-1
    - M-91-2
    - M-91-3

  - RAD 92
    - M-92-1
    - M-92-2

  - RAD 111
    - M-111-1
    - M-111-2
    - M-111-3

  - RAD 112
    - M-112-1
    - M-112-2
- River Assault Flotilla One, Program 5
  - (105-mm-Haubitze)
    - M-1
    - M-2
    - M-3
    - M-4
    - M-5
    - M-6
    - M-7
    - M-8

  - (Flammenwerfer)
    - Z-1
    - Z-2
    - Z-3
    - Z-4
    - Z-5
    - Z-6